# Yeki Bud, Yeki Nabud
Yeki Bud Yeki Nabud ( in persiano یکی بود یکی نبود‎, "C'era una volta") è una raccolta di racconti scritta nel 1921 da Mohammad Ali Jamalzadeh . La sua pubblicazione fece di Jamalzadeh una figura di spicco della letteratura persiana.
La traduzione letterale della frase Yeki Bud Yeki Nabud (C'era una volta) è Uno c'era e uno non c'era, oppure C'era uno e non c'era uno, facendo capire di un tempo e di un luogo non specificati. L'inizio di una storia cosiddetta Yeki Bud Yeki Nabud fa comprendere ai lettori (soprattutto quelli molto giovani) che ciò che stanno per ascoltare o leggere non deve essere per forza reale.